# إدوارد جي. دونفي
إدوارد جي. دونفي هو محامي وسياسي أمريكي، ولد في 12 مايو 1856 في نيويورك في الولايات المتحدة، وتوفي في 29 يوليو 1926. نشط حزبياً في الحزب الديمقراطي. وقد انتخب عضو مجلس النواب الأمريكي ‏.